# سالم الوحيمد
سالم الوحيمد لاعب كرة قدم سعودي ، يلعب في مركز الظهير الأيمن.
كانت بداياته مع نادي العيون و إنتقل إلى نادي النجوم عام 2015 و انتقل إلى نادي الساحل في عام 2019 و عاد إلى نادي النجوم في مطلع عام 2020 و وقع مع نادي الترجي في صيف 2020 .